# Jarwal
Jarwal är en ort i Indien.   Den ligger i distriktet Bahraich och delstaten Uttar Pradesh, i den norra delen av landet, 500 km öster om huvudstaden New Delhi. Jarwal ligger 112 meter över havet och antalet invånare är 17 576.
Terrängen runt Jarwal är mycket platt. Runt Jarwal är det tätbefolkat, med 613 invånare per kvadratkilometer. Närmaste större samhälle är Colonelganj, 15,8 km öster om Jarwal. Trakten runt Jarwal består till största delen av jordbruksmark.